# Stenoonops insolitus
Stenoonops insolitus là một loài nhện trong họ Oonopidae.
Loài này thuộc chi Stenoonops. Stenoonops insolitus được Arthur M. Chickering miêu tả năm 1969.